# Elettroforesi capillare
L'elettroforesi capillare, conosciuta anche come elettroforesi di zona capillare, può essere usata per separare specie ioniche utilizzando le cariche ioniche e le forze di frizione. Nell'elettroforesi tradizionale, le particelle elettricamente cariche si muovono in un liquido conduttivo sotto l'influenza di un campo elettrico. La tecnica dell'elettroforesi capillare, introdotta negli anni sessanta, è pensata per separare le specie basandosi sulla dimensione del rapporto di carica all'interno di un piccolo capillare riempito con un elettrolita.

## Strumentazione
La strumentazione necessaria per applicare la tecnica è relativamente semplice. Un esempio schematico di un sistema per elettroforesi capillare è mostrato in figura 1. I componenti principali del sistema sono una fiala contenente il campione, una fiala sorgente e una di destinazione, elettrodi, un generatore di alta tensione, un rivelatore, un sistema di raccolta dati e il supporto. La fiala sorgente, quella di destinazione e il capillare sono riempiti con un elettrolita come ad esempio una soluzione acquosa. Per introdurre il campione, il capo aperto del capillare è inserito nella fiala che lo contiene e quindi, dopo l'assorbimento del campione dovuto alla capillarità (oppure a compressione), riportato nella posizione originaria. La migrazione delle particelle è quindi prodotta utilizzando un campo elettrico che è applicato fra la fiala sorgente e quella destinazione collegando gli elettrodi al generatore di alta tensione. Bisogna notare che tutti gli ioni, positivi o negativi che siano, sono spinti nella stessa direzione dal flusso elettroosmotico, come indicato nel seguito. Le particelle si separano durante lo spostamento per via della loro mobilità elettroforetica e sono quindi rilevate all'altro capo del capillare. I dati sono quindi inviati dal rilevatore e trasmessi al sistema di raccolta dati (integratore o computer), che li rappresenta come elettroferogramma, che riporta la risposta del rilevatore come funzione del tempo. I composti chimici appaiono come picchi separati.

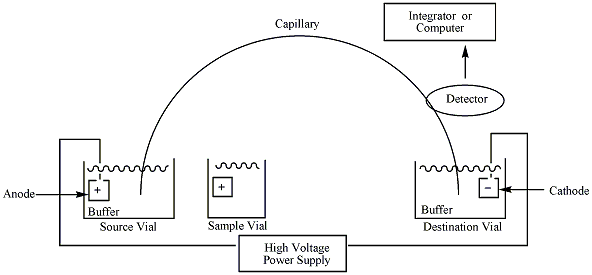
Figure 1: Schema di un sistema per elettroforesi capillare

## Rivelazione
La separazione tramite Elettroforesi capillare può essere rilevata da diversi strumenti.
La maggior parte degli strumenti in commercio usano l'UV o l'UV-Visibile (assorbanza) come modo primario per rivelare il segnale. In questi sistemi, una sezione del capillare è usata come rivelatore. Questo serve per rivelare analiti che altrimenti non sarebbero risolti. In generale i capillari usati per l'elettroforesi capillare sono rivestiti con un polimero per incrementarne la stabilità. La porzione del capillare usata per la rivelazione UV, comunque, deve essere otticamente trasparente.
Con campioni naturalmente fluorescenti o modificati chimicamente con un marcatore fluorescente si può usare la rivelazione per fluorescenza. Questo metodo di rivelazione consente elevata sensibilità e migliore selettività, ma può essere utilizzato solo se il campione è fluorescente. Uno strumento per elettroforesi capillare con rivelazione a fluorescenza può essere complesso. Il metodo richiede un raggio di luce eccitatrice focalizzato sul capillare, e questo può essere difficile da ottenere con molte sorgenti luminose.   Tramite fluorescenza indotta da laser si sono ottenuti limiti di rivelazione di 10−18 - 10−21 mol. La sensibilità del metodo è attribuita all'alta intensità della luce incidente e alla capacità di focalizzare molto accuratamente la luce sul capillare.
Per identificare il campione, l'apparecchiatura per elettroforesi capillare può essere direttamente accoppiata con uno spettrometro di massa o con uno spettrometro SERS (Surface Enhanced Raman Spectroscopy). Nella maggior parte dei casi, all'uscita dal capillare il campione è ionizzato tramite electrospray, e gli ioni prodotti sono analizzati con lo spettrometro di massa. Questa modalità richiede soluzioni tampone volatili, che influenzeranno il modo di separazione e il grado di risoluzione che è possibile ottenere.  Misura e analisi richiedono in genere l'utilizzo di software specifici.

## Modi di separazione
La separazione dei composti tramite elettroforesi capillare dipende dalla migrazione differenziale degli analiti in un campo elettrico applicato. La velocità di migrazione elettroforetica ({\displaystyle u_{p}}) verso l'elettrodo di carica opposta è:
{\displaystyle u_{p}=\mu _{p}E}
dove {\displaystyle \mu _{p}=q/6\pi \eta r}

## Tecniche correlate
Come descritto sopra, le separazioni in un sistema di elettroforesi capillare dipendono tipicamente dalle differenti caratteristiche di mobilità elettroforetica degli analiti. Tuttavia alcune classi di analiti non possono essere separati da quest'effetto poiché sono neutri, non carichi, oppure perché le differenze di mobilità elettroforetica sono troppo ridotte. Ci sono però alcune tecniche che possono aiutare a separare tali campioni utilizzando comunque questo sistema. L'aggiunta di un surfattante all'elettrolita può facilitare la separazione di composti non carichi tramite la cromatografia elettrocinetica micellare. Polimeri carichi, come frammenti di DNA, possono essere separati tramite il riempimento del capillare con una matrice di gel che rallenta maggiormente l'eluizione dei filamenti di maggior lunghezza rispetto a quelli di dimensione minore. L'elettroforesi capillare su gel è un'alternativa con una più elevata precisione rispetto alla classica elettroforesi su gel.  Alcuni sistemi di elettroforesi capillare possono essere anche usati per la cromatografia liquida microscala o la elettrocromatografia capillare.  Possono essere utilizzati anche per la isotacoforesi e l'isoelettrofocalizzazione.